# Henryk I (władca Konga)
Henryk I (zm. 1587) – manikongo w latach 1567 – 1568.
Tron objął po śmierci Bernarda I. Podobnie jak poprzednik próbował powstrzymać najazd ludów Bateke i Dżaga. Poległ w jednej z bitew, po zaledwie kilkumiesięcznym panowaniu. Jego następcą został Alvaro I.